# 駝背者瓦迪斯瓦夫
下標文字駝背者瓦迪斯瓦夫（波蘭語：Władysław Garbaty，約1304年—1351/52年），多布任公爵、文奇察公爵，謝莫維特的次子。
1343年的卡利什和平條約使瓦迪斯瓦夫獲得多布任。瓦迪斯瓦夫去世後，多布任與文奇察併入波蘭王室領地。